# Lake Rotokawau (Waikato)
Der Lake Rotokawau ist ein See im Waikato District in der Region Waikato auf der Nordinsel von Neuseeland.

## Geographie
Der Lake Rotokawau befindet sich rund 390 m südwestlich des Lake Waikare, rund 1,4 km nordöstlich des Lake Ohinewai und 2,9 km östlich des Waikato River. Der See umfasst eine Fläche von 18,9 Hektar und besitzt einen Seeumfang von rund 2,46 km. Mit einer Westsüdwest-Ostnordost-Ausrichtung erstreckt sich das Gewässer über eine Länge von rund 1 km und misst an seiner breitesten Stelle rund 265 m in Nordnordwest-Südsüdost-Richtung.
Wasserzu- und -abflüsse sind für den See nicht ausreichend erkennbar, da der See mit zahlreichen Kanälen des Umlandes und dem Lake Waikare verbunden ist.